# 小波瀬病院
社会医療法人陽明会 小波瀬病院（しゃかいいりょうほうじん　ようめいかい　おばせびょういん）は、福岡県京都郡苅田町にある医療機関であり、社会医療法人陽明会が運営する病院である。
1982年10月1日に京築地方の医療の充実をという願いのもと開院した。2012年、京築保健医療圏（行橋市、豊前市など2市5町）の災害拠点病院（地域災害医療センター）の指定を受けた。

## 診療科
（この節の出典）
- 内科
- 呼吸器内科
- 循環器内科
- 消化器内科
- 膠原病内科
- 外科
- 整形外科
- 脳神経外科
- 眼科
- 泌尿器科
- 神経内科
- 心療内科
- 婦人科
- 消化器外科
- 乳腺外科
- 呼吸器外科
- 耳鼻咽喉科
- 小児科
- 形成外科
- リウマチ科
- 救急科 - ドクターカーを運用し、救急ヘリポートを備えている[4]。

## 医療機関の認定
（下表の出典）
| 保険医療機関                           | 労災保険指定医療機関                                                           |
| 指定自立支援医療機関（更生医療）       | 指定自立支援医療機関（精神通院医療）                                           |
| 生活保護法指定医療機関                 | 結核指定医療機関                                                               |
| 指定小児慢性特定疾病医療機関           | 難病の患者に対する医療等に関する法律（平成26年法律第50号）に基づく指定医療機関 |
| 原子爆弾被害者一般疾病医療取扱医療機関 | 災害拠点病院                                                                   |
| へき地医療拠点病院                     | 臨床研修病院                                                                   |
| DPC対象病院                            | 救急告示医療機関                                                               |
| 病院群輪番制参加医療機関               |                                                                                |

- 福岡県肝疾患専門医療機関[6]
- このほか、各種法令による指定・認定病院であるとともに、各学会の認定施設でもある。

## 交通アクセス
- JR日豊本線「小波瀬西工大前駅」より徒歩5分[7]